# Euphthiracarus rectus
Euphthiracarus rectus är en kvalsterart som beskrevs av Wojciech Niedbała 2006. Euphthiracarus rectus ingår i släktet Euphthiracarus och familjen Euphthiracaridae. Inga underarter finns listade i Catalogue of Life.